# Dan Wheldon

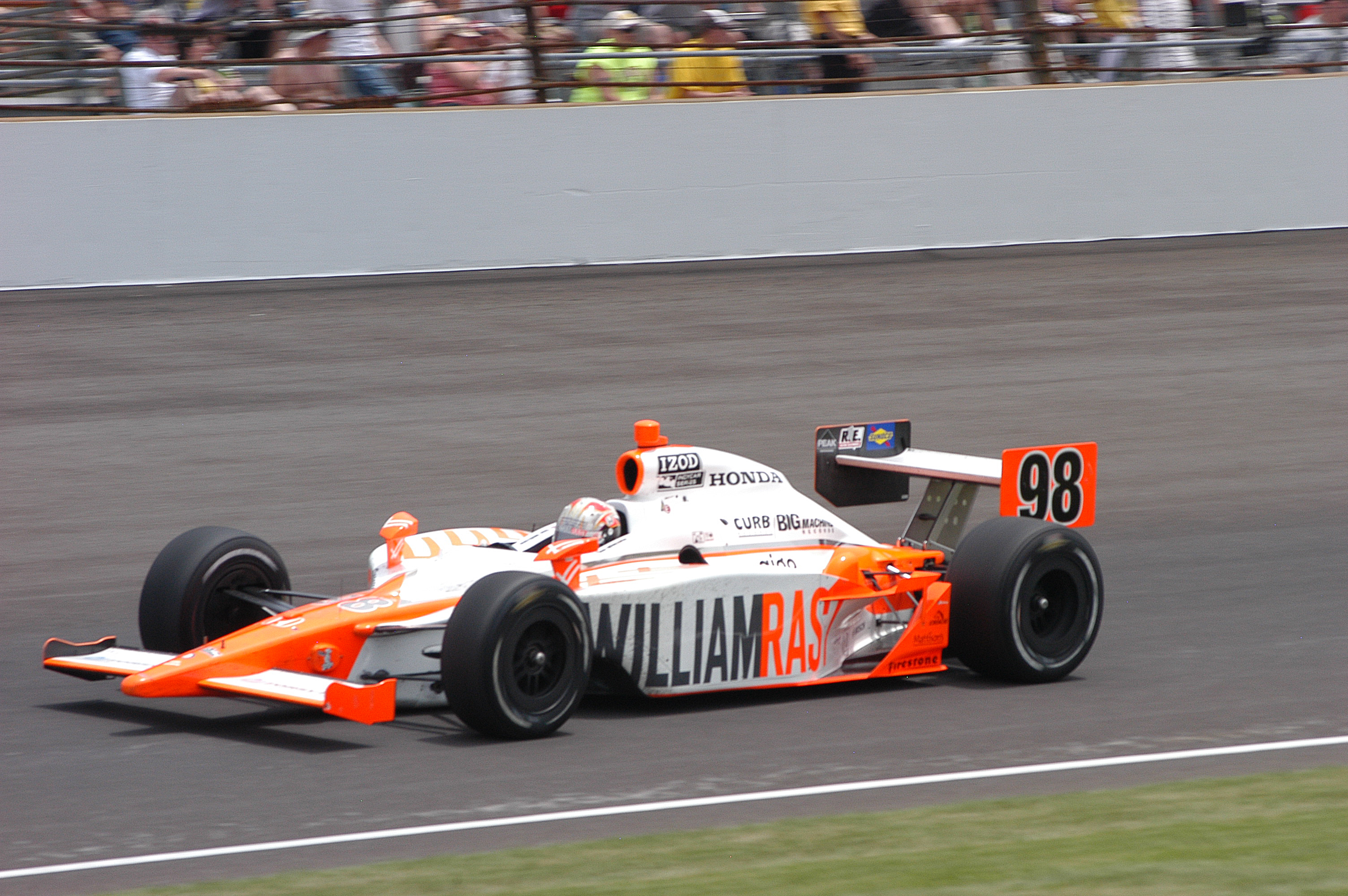
Wheldon op de Indianapolis Motor Speedway in 2011

Daniel Clive Wheldon (Emberton, nabij Northamptonshire, 22 juni 1978 – Las Vegas, 16 oktober 2011) was een Brits autocoureur. Hij won de IndyCar Series in 2005 en de Indianapolis 500 in 2005 en 2011. Wheldon overleed aan de gevolgen van een race-ongeluk op de Las Vegas Motor Speedway op 16 oktober 2011.

## Biografie
Wheldon begon met kartracen op vierjarige leeftijd. In 1999 verhuisde hij naar de Verenigde Staten om er zijn autosportcarrière uit te bouwen. Hij woonde met vrouw en twee kinderen in Saint Petersburg, Florida.
Voordat hij in 2002 de stap naar de IndyCar Series zette, reed hij onder meer in een Amerikaans Formule Ford-kampioenschap, de Atlantic Championship en de Indy Lights.

### IndyCar Series
Wheldon kon in 2002 aan de slag in de IndyCar Series en ging er de twee laatste races van het seizoen racen voor Panther Racing. In 2003 ging hij aan de slag voor een volledig seizoen bij Andretti Green Racing. Zijn beste resultaat dat jaar was een derde plaats tijdens de laatste race van het seizoen op de Texas Motor Speedway.
De eerste overwinning kwam er in 2004 op de Twin Ring Motegi in Japan. Nog twee overwinningen volgden dat jaar en hij werd tweede in de eindrangschikking van het kampioenschap, achter Tony Kanaan.
Het grote succes kwam in 2005: hij won zes races, waaronder de legendarische Indianapolis 500 en won het kampioenschap. Het jaar daarop verhuisde hij naar Chip Ganassi Racing en won hij twee races. Hij eindigde het kampioenschap met evenveel punten als Sam Hornish jr. Hornish had echter meer overwinningen achter zijn naam staan, waardoor die de titel won en Wheldon op de tweede plaats kwam in het eindklassement. Hij bleef in 2007 en 2008 bij Chip Ganassi Racing en haalde zowel in 2007 als 2008 twee overwinningen en eindigde twee keer op plaats vier in de eindstand van het kampioenschap.
Wheldon verliet Chip Ganassi Racing na 2008 en reed in 2009 opnieuw voor Panther Racing, waar hij zijn IndyCar-carrière in 2002 begon. Een tweede plaats tijdens de Indianapolis 500 was de enige podiumplaats die hij dat jaar haalde. Hij werd tiende in de eindstand. In 2010 werd hij opnieuw tweede tijdens de Indy 500 en hij behaalde verder podiumplaatsen in Chicago en Kentucky. In 2011 vond hij geen vaste plaats in de IndyCar Series. Hij reed de Indianapolis 500 voor Bryan Herta Autosport en won de race voor de tweede keer in zijn carrière. De laatste twee races van het jaar reed hij voor Sam Schmidt Motorsports.

### Andere races
Wheldon won de 24 uur van Daytona van 2006, samen met Scott Dixon en Casey Mears.

### Overlijden
Op 16 oktober 2011 overleed Wheldon aan verwondingen opgelopen als gevolg van een zware crash tijdens de seizoensfinale van het IndyCar-seizoen in Las Vegas. Hij werd naar het ziekenhuis vervoerd, maar medische hulp mocht niet meer baten. Hij werd 33 jaar.

## Palmares
IndyCar Series-resultaten (aantal gereden races, aantal maal in de top 5 van een race, eindpositie kampioenschap en punten)
| Jaar | Races | 1ste | 2de | 3de | 4de | 5de | Positie | Ptn |
| ---- | ----- | ---- | --- | --- | --- | --- | ------- | --- |
| 2002 | 2     | -    | -   | -   | -   | -   | 36      | 35  |
| 2003 | 14    | -    | -   | 1   | 3   | 1   | 11      | 312 |
| 2004 | 16    | 3    | -   | 8   | 1   | -   | 2       | 533 |
| 2005 | 17    | 6    | 2   | 1   | -   | 3   | 1       | 618 |
| 2006 | 14    | 2    | 3   | 2   | 2   | -   | 2       | 475 |
| 2007 | 17    | 2    | 1   | 3   | -   | -   | 4       | 466 |
| 2008 | 18    | 2    | 1   | 1   | 5   | 1   | 4       | 492 |
| 2009 | 17    | -    | 1   | -   | 5   | 1   | 10      | 354 |
| 2010 | 17    | -    | 2   | 1   | -   | 1   | 9       | 388 |
| 2011 | 3     | 1    | -   | -   | -   | -   | 28      | 75  |

### Resultaten Indianapolis 500
| Jaar | Chassis | Motor | Start | Finish | Team                  |
| ---- | ------- | ----- | ----- | ------ | --------------------- |
| 2003 | Dallara | Honda | 5     | 19     | Andretti Green Racing |
| 2004 | Dallara | Honda | 2     | 3      | Andretti Green Racing |
| 2005 | Dallara | Honda | 16    | 1      | Andretti Green Racing |
| 2006 | Dallara | Honda | 3     | 4      | Chip Ganassi Racing   |
| 2007 | Dallara | Honda | 6     | 22     | Chip Ganassi Racing   |
| 2008 | Dallara | Honda | 2     | 12     | Chip Ganassi Racing   |
| 2009 | Dallara | Honda | 18    | 2      | Panther Racing        |
| 2010 | Dallara | Honda | 18    | 2      | Panther Racing        |
| 2011 | Dallara | Honda | 6     | 1      | Bryan Herta Autosport |